# Daniel Kolář
Daniel Kolář (* 27. Oktober 1985 in Prag) ist ein ehemaliger tschechischer Fußballspieler und heutiger Funktionär.

## Karriere

### Verein
Kolář begann mit dem Fußballspielen beim SK Roztoky. Im Alter von neun Jahren wechselte er in die Jugendabteilung des AC Sparta Prag. In der Saison 2004/05 war der Mittelfeldspieler an den 1. FC Slovácko verliehen, in der Hinrunde der Spielzeit 2005/06 an Chmel Blšany. Anschließend spielte Kolář zweieinhalb Jahre für seinen Stammverein, Ende September 2008 wechselte er innerhalb der Gambrinus Liga zu Viktoria Pilsen. Mit Viktoria wurde er 2011, 2013 und 2015 jeweils Tschechischer Meister und nahm an der Champions League teil.
In der Sommertransferperiode 2016/17 wurde er gemeinsam mit seinem Teamkollegen František Rajtoral vom türkischen Erstligisten Gaziantepspor verpflichtet. Am Saisonende kehrte Kolář zu Viktoria Pilsen zurück. Dort beendete er 2019 seine Karriere.

### Nationalmannschaft
Bei der Fußball-Europameisterschaft 2016 in Frankreich wurde er in das tschechische Aufgebot aufgenommen. Erst im letzten Spiel kam er noch einmal aufs Feld, als der Gegner Türkei bereits mit 2:0 führte und das EM-Aus des Teams unmittelbar bevorstand.

### Funktionär
Am 1. Juli 2019 trat Kolář das Amt des Koordinators Talentförderung bei Viktoria Pilsen an. Zu der Saison 22/23 wurde er zum Sportdirektor befördert.

## Erfolge
- Tschechischer Meister: 2011, 2013, 2015, 2016
- Tschechischer Pokalsieger: 2010
- Tschechischer Supercup-Sieger: 2011